# Youssoupha Sanyang
Youssoupha Sanyang (* 31. srpna 2005 Kunkujang) je gambijský profesionální fotbalista, který hraje na pozici křídelníka či levého obránce za český klub SK Slavia Praha.

## Klubová kariéra
Sanyang zahájil svou kariéru v senegalském klubu Teungueth FC.
Sanyang v létě 2024 odešel na půlroční hostování do švédského prvoligového klubu Västerås SK. Sanyang si odbyl svůj debut v Allsvenskan 22. září 2024, kdy nastoupil do závěru utkání proti IFK Värnamo. V základní sestavě se poprvé objevil 2. listopadu při prohře 1:0 s Elfsborgem. V dresu Västerås SK odehrál dohromady šest ligových utkání, sestupu do druhé švédské ligy zabránit nedokázal.
V lednu 2025 přestoupil ze Senegalu do jiného švédského klubu, a to do Östers IF. V dresu Östers debutoval 1. března při výhře 1:0 nad Helsingborgsem ve švédském poháru. V jarní části sezony 2025 nastoupil Sanyang dohromady do 11 soutěžních utkání, v nichž zaznamenal dvě asistence.
V létě 2025 přestoupil Sanyang do pražské Slavie za cenu okolo 3 milionů euro, čímž se stal jednou z nejdražších posil v historii české ligy. Gambijský křídelník podepsal smlouvu do roku 2030.